# Ульяновский радиотелецентр РТРС
Ульяновский областной радиотелевизионный передающий центр (филиал РТРС «Ульяновский ОРТПЦ») — филиал Российской телевизионной и радиовещательной сети (РТРС), основной оператор цифрового эфирного и аналогового эфирного теле- и радиовещания в Ульяновской области, единственный исполнитель мероприятий по строительству цифровой эфирной телесети в Ульяновской области в соответствии с федеральной целевой программой «Развитие телерадиовещания в Российской Федерации на 2009—2018 годы».
Ульяновский филиал РТРС ведёт трансляцию цифрового эфирного телевидения с 26 передающих станций. 20 цифровых телеканалов и три радиостанции в стандарте DVB-T2 доступны для 96,14 % жителей области.
Помимо федеральных программ, в цифровом формате выходят региональные блоки ГТРК «Волга» на телеканалах «Россия 1» и «Россия 24» и передачи «Репортер 73» на телеканале ОТР.
До перехода на цифровое эфирное телевидение в районах Ульяновской области можно было принимать в среднем три аналоговые программы. 94 % жителей имели возможность смотреть не менее двух телепрограмм и только 56 % — пять и более программ.
С инфраструктуры филиала в регионе также распространяется сигнал 14 радиостанций.
Самая высокая мачта филиала расположена в Димитровграде (250 метров).

## История
4 ноября 1959 года комиссия, назначенная приказом министра связи РСФСР № 448, ввела в эксплуатацию телецентр в Ульяновске. С этого момента в Ульяновской области началась регулярная телевизионная трансляция. Кинофильм о Владимире Ильиче Ленине Ленин в Октябре стал первым показом на телевидении.
Инфраструктура телецентра включала УКВ-радиостанцию мощностью 2/1 кВт (МТТР 2/1), антенно-фидерное устройство и телевизионную башню высотой 180 метров. Обслуживали комплекс 11 сотрудников.
В 1960-е годы в Ульяновске стартовало эфирное вещание Второй программы Центрального телевидения (ЦТ), Первой и Второй программ Всесоюзного радио. На двухпрограммное телевещание позволил перейти смонтированный в 1967 году второй телепередатчик.
13 мая 1961 года телевидение пришло в город Барыш.
Была принята в эксплуатацию радиорелейная линия (РРЛ) Карлинское — Ульяновск, предназначенная для трансляции Первой программы ЦТ. В Ульяновской области появилось цветное телевидение.
К 1980 году телерадиокомплекс передающего центра включал три мощных ретранслятора: в Ульяновске, Новоспасском, Вешкайме и еще два меньшей мощности — в Димитровграде и Барыше.
В 1980-е годы в Новоспасском и Барыше были установлены телевизионные передатчики РЦТА. В 1985 году в Димитровграде начал работу новый ретранслятор, началась трансляция двух программ Всесоюзного радио. Для передачи телерадиопрограмм проложены радиорелейные линии Ульяновск — Димитровград «Курс-2 М» и Ульяновск — Новоспасское «Курс-6».
В 1990-е годы был дан старт трансляции Второй программы ЦТ в Гладчихе и Вешкайме. В Ульяновской области Павловка, Сурское и городе Димитровград стал возможен прием канала НТВ. Построены радиорелейные линии Новоспасское — ст. Кулатка и Карлинское — Вешкайма.

## Деятельность
В 2001 году Ульяновский радиотелецентр вступил в состав РТРС на правах филиала.
3 декабря 2009 года постановлением Правительства Российской Федерации № 985 была утверждена федеральная целевая программа (ФЦП), которая определила этапы и сроки реализации перехода страны на цифровые технологии в телевещании.
В 2012 году в регионе началось возведение сети цифрового эфирного наземного телевидения.
7 мая 2013 года в Ульяновске открылся центр консультационной поддержки телезрителей цифрового эфирного телевидения. Сотрудники центра консультировали жителей по телефону и во время выездных презентаций в районных администрациях.
11 июня 2013 года в Ульяновской области было запущено цифровое эфирное телевидение. Трансляция ведется в стандарте DVB-T2. Жителям ряда населенных пунктов, таких как Ульяновск, Димитровград, Сурское, Старая Кулатка, Кузоватово, Сенгилей, Павловка стали доступны 10 телеканалов и три радиостанции первого мультиплекса.
В мае 2014 года в Ульяновске был запущен второй мультиплекс, включающий еще 10 каналов.
В 2017 году ВГТРК и РТРС приступили к тестовому включению региональных программ в каналы первого мультиплекса. Программы ГТРК «Волга» оказались доступны на телеканалах «Россия 1», «Россия 24» и радиостанции «Радио России» для 96,14 % жителей Ульяновской области.
В 2018 году филиал РТРС ввел в эксплуатацию всю сеть второго мультиплекса в регионе.
11 февраля 2019 года ульяновский филиал РТРС прекратил аналоговую трансляцию федеральных телеканалов в регионе. Ульяновская область вошла в первый этап отключения аналогового телевидения вместе еще с шестью регионами, согласно плану, утвержденному решением Правительственной комиссии по развитию телерадиовещания от 29 ноября 2018 года. Накануне отключения аналогового вещания в регионе прошел флешмоб «Смотри цифру». Подключать цифровое телевидение жителям региона помогали волонтеры, прошедшие инструктаж в филиале РТРС.
29 ноября 2019 года ульяновский филиал РТРС начал трансляцию регионального канала «Репортер 73» в эфирной сетке телеканала ОТР.
В 2020 году ульяновский филиал РТРС начал FM-трансляцию радиостанции «Радио России» в Аркаево, Сурском и Инзе, рабочем поселке Вешкайма.

## Организация вещания
Инфраструктура эфирного телерадиовещания ульяновского филиала РТРС включает:
- областной радиотелецентр;
- центр формирования мультиплексов;
- производственное территориальное подразделение (цех);
- три радиотелевизионные передающие станции;
- 29 антенно-мачтовых сооружений;
- передающую земную станцию спутниковой связи;
- 52 приемные земные станции спутниковой связи;
- 52 цифровых телевизионных передатчика;
- три аналоговых телевизионных передатчика;
- 15 радиовещательных передатчиков;
- две точки присоединения операторов кабельного телевидения: Ульяновск, Димитровград;
- 26 устройств замещения регионального контента (реплейсеров);
- 18 устройств вставки локального контента (сплайсеров)[112].

## Галерея телевизионных башен Ульяновской области

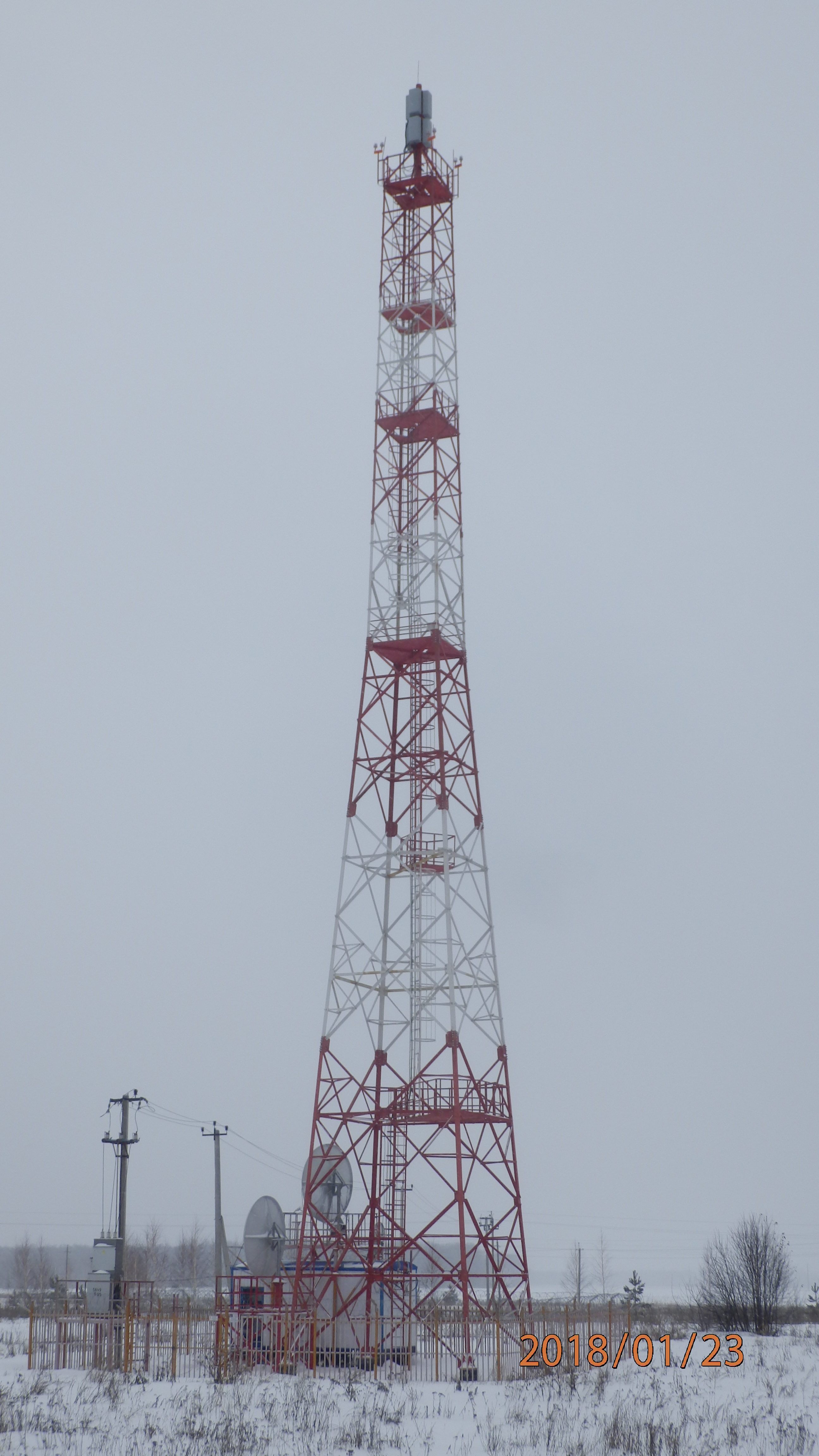
АМС в р. п. Майна Ульяновской области
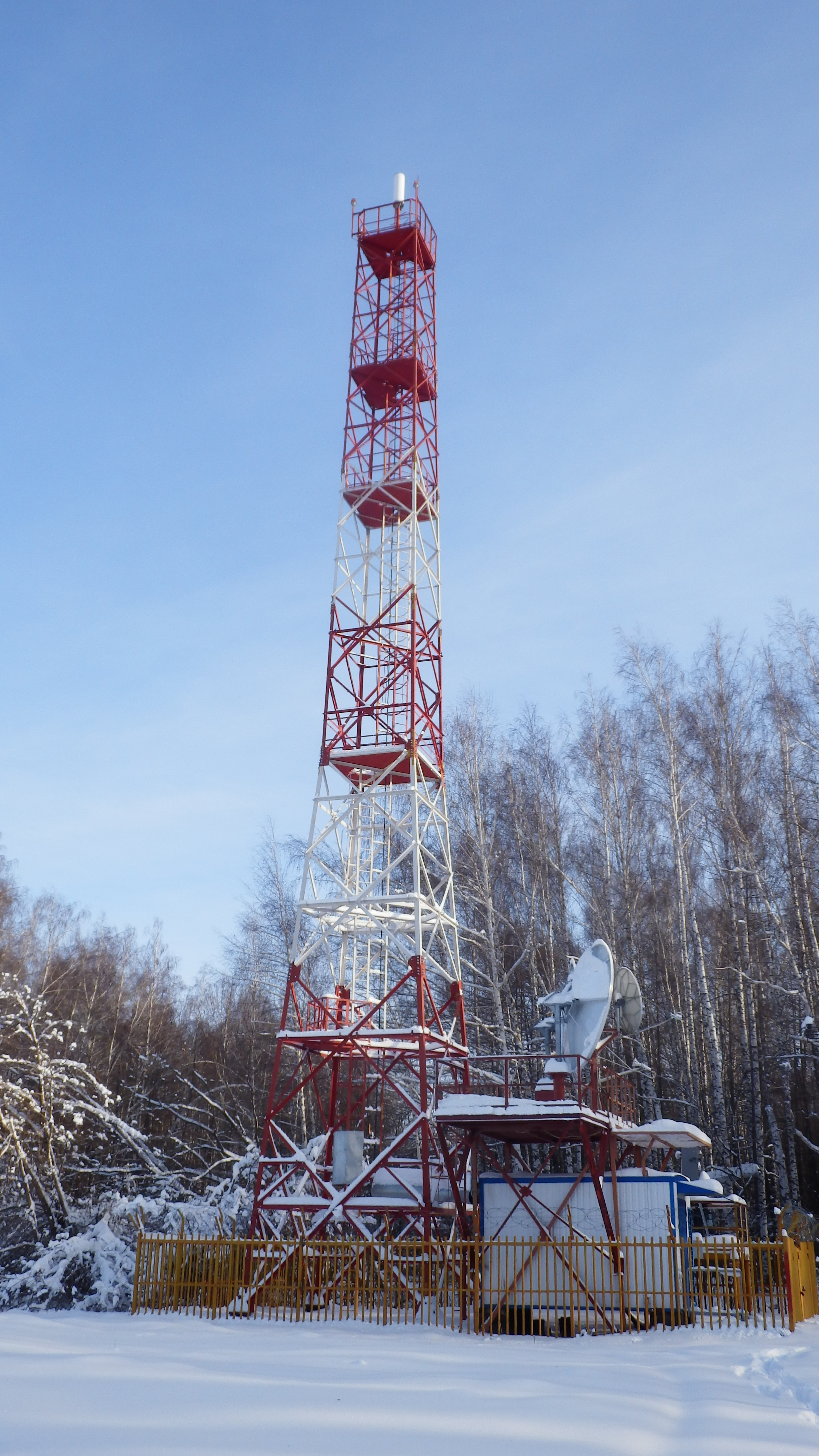
АМС в р. п. Ундоры Ульяновской области
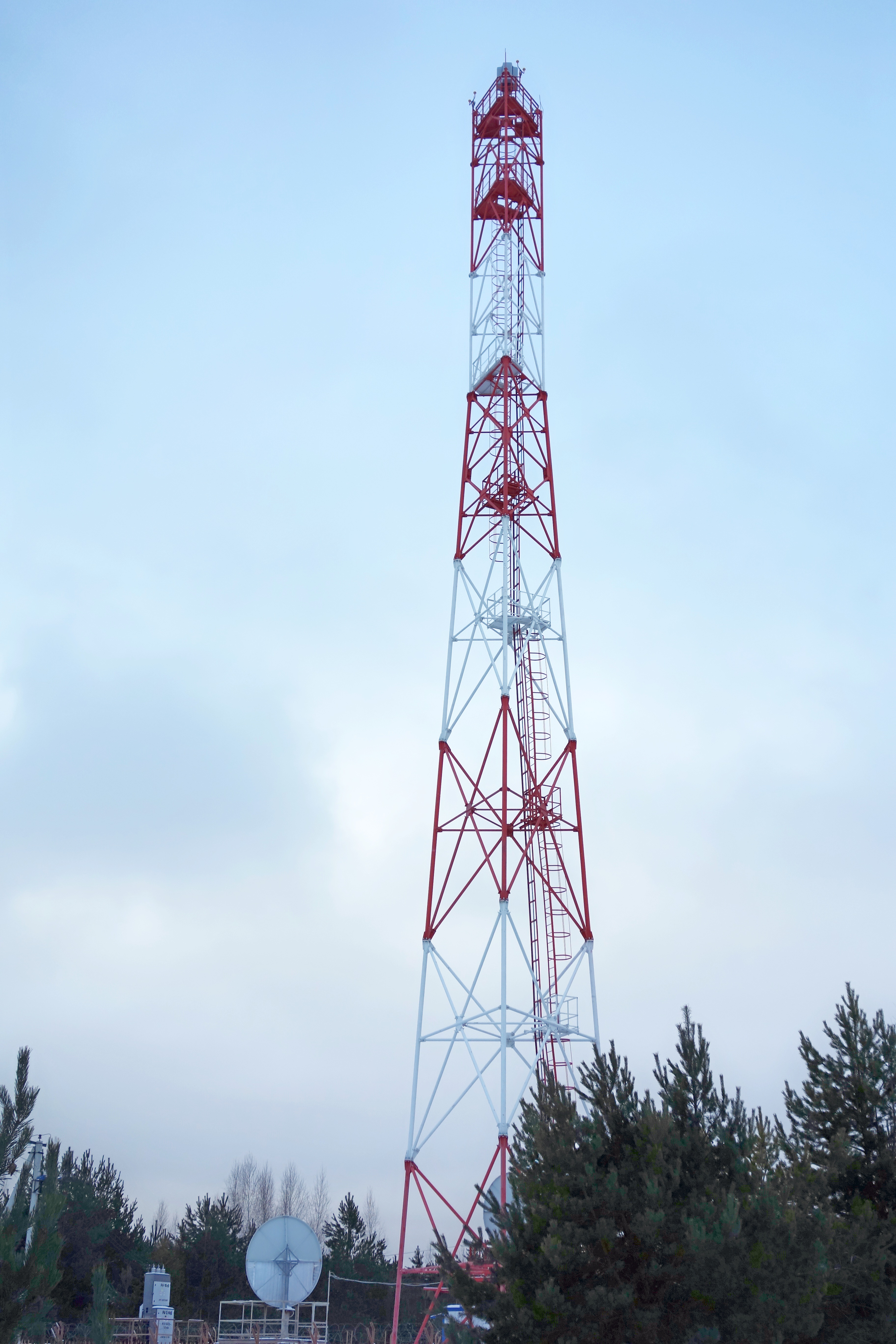
АМС в р. п. Базарный Сызган Ульяновской области
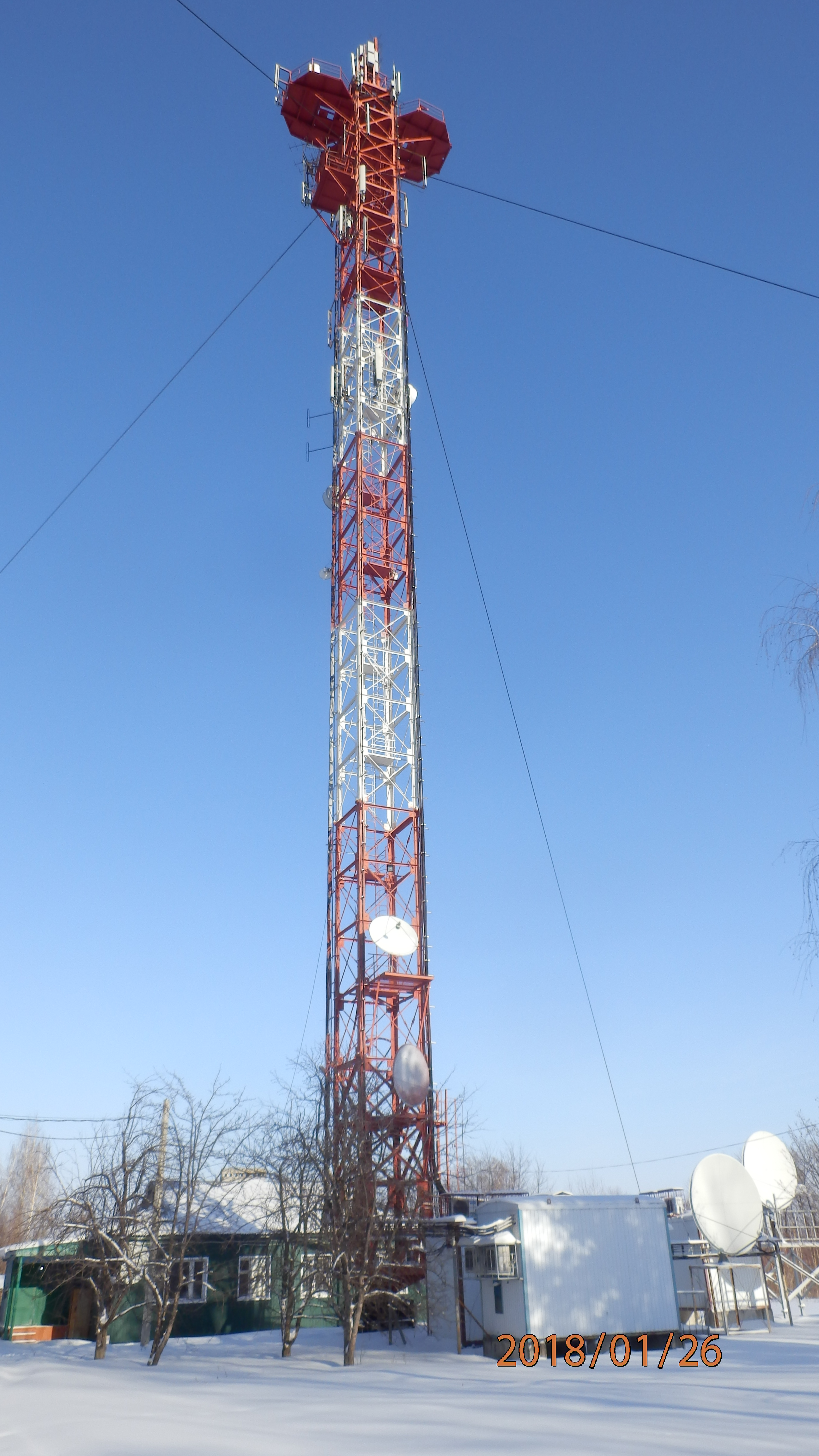
Мачта в г. Сенгилей Ульяновской области
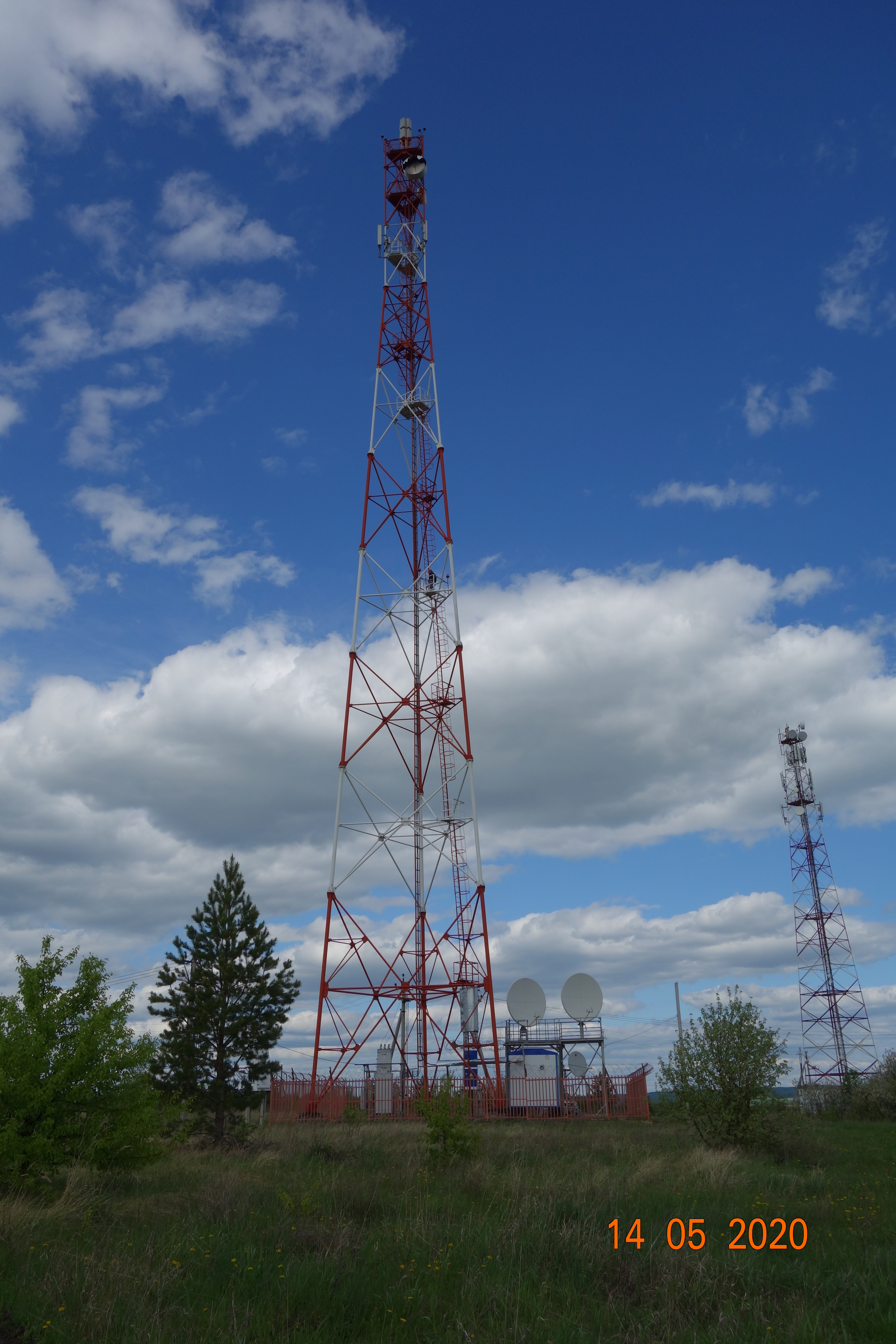
АМС в р. п. Аркаево Ульяновской области
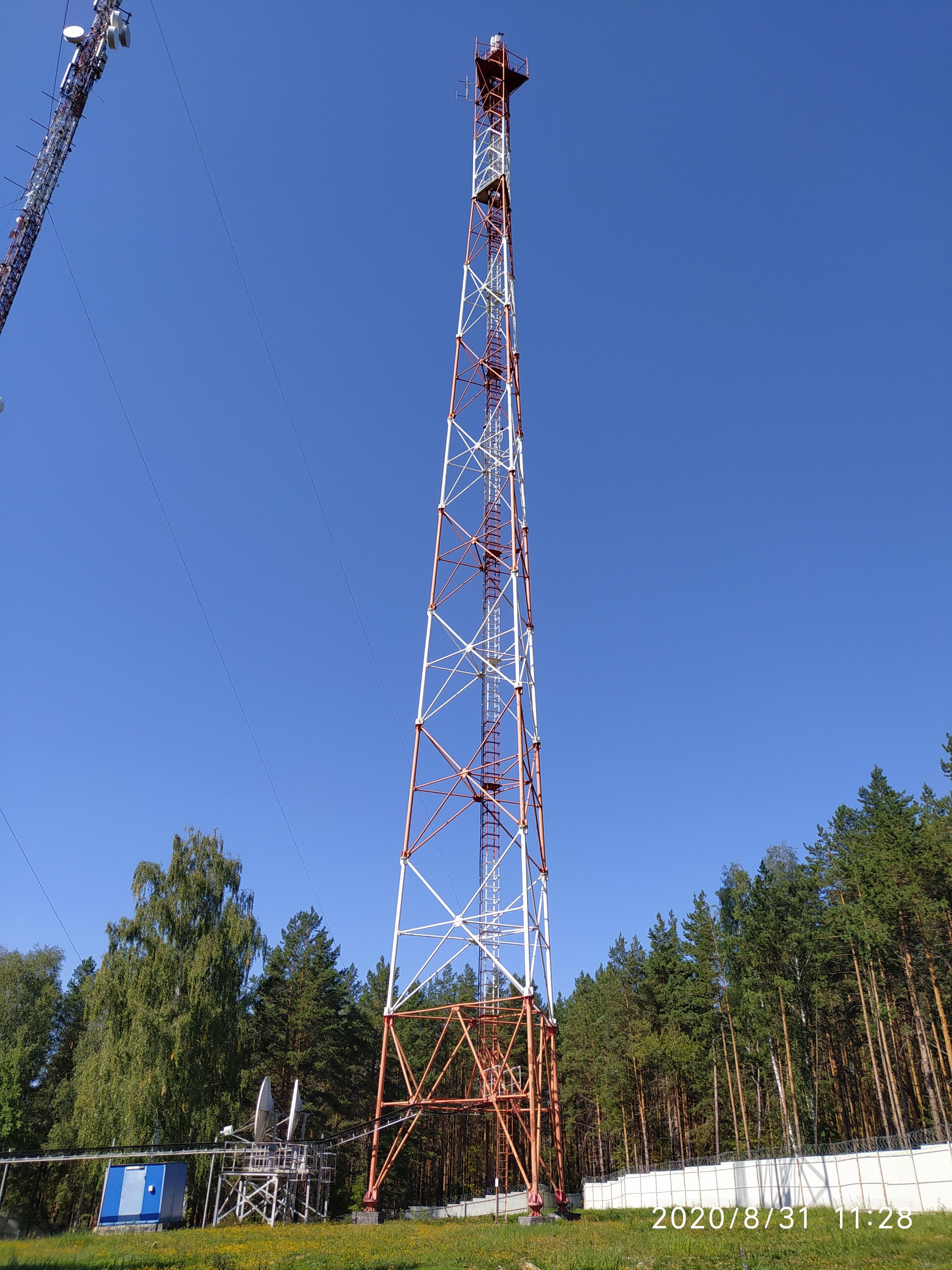
АМС в г. Барыш Ульяновской области
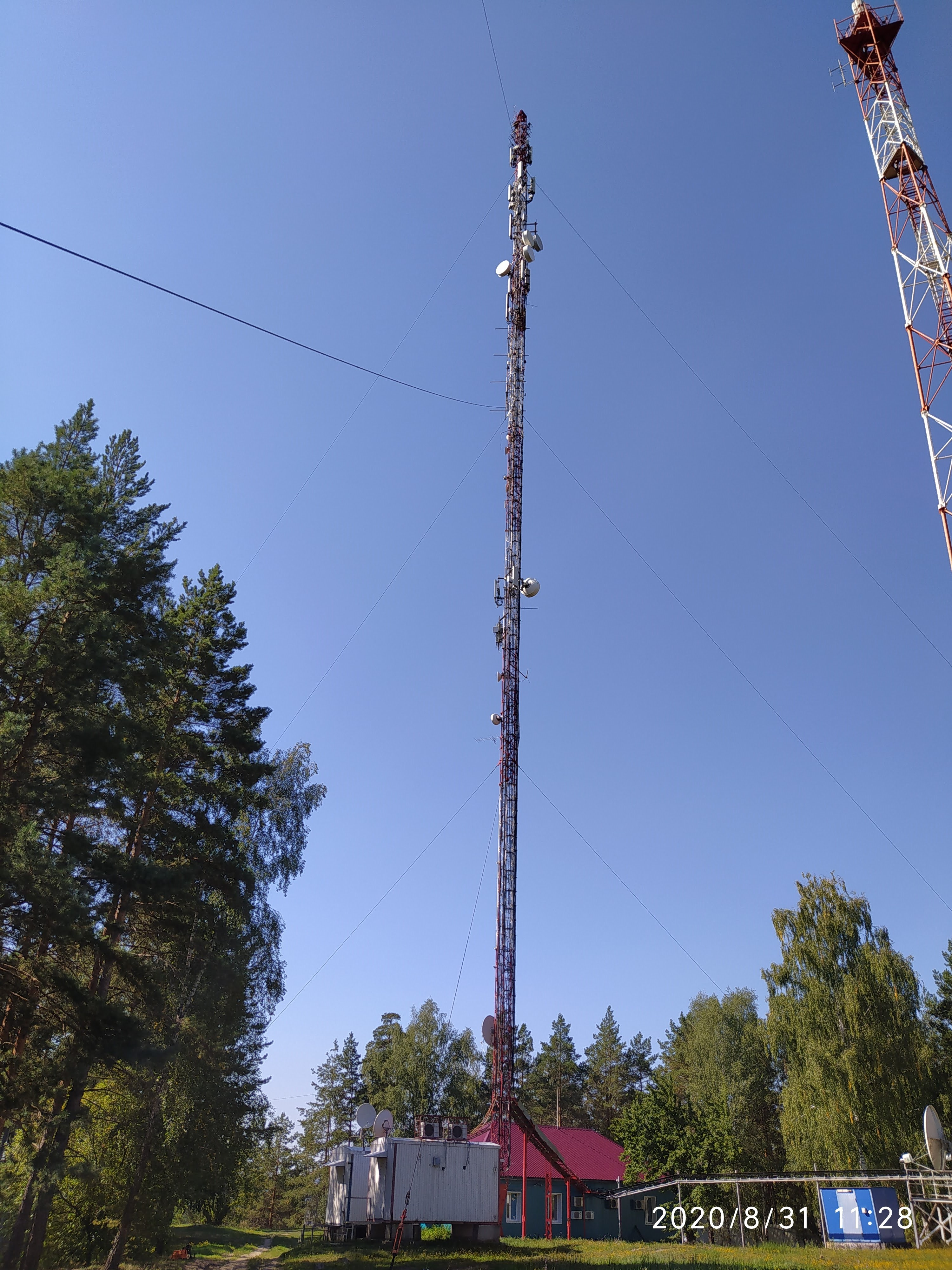
Мачта в г. Барыш Ульяновской области
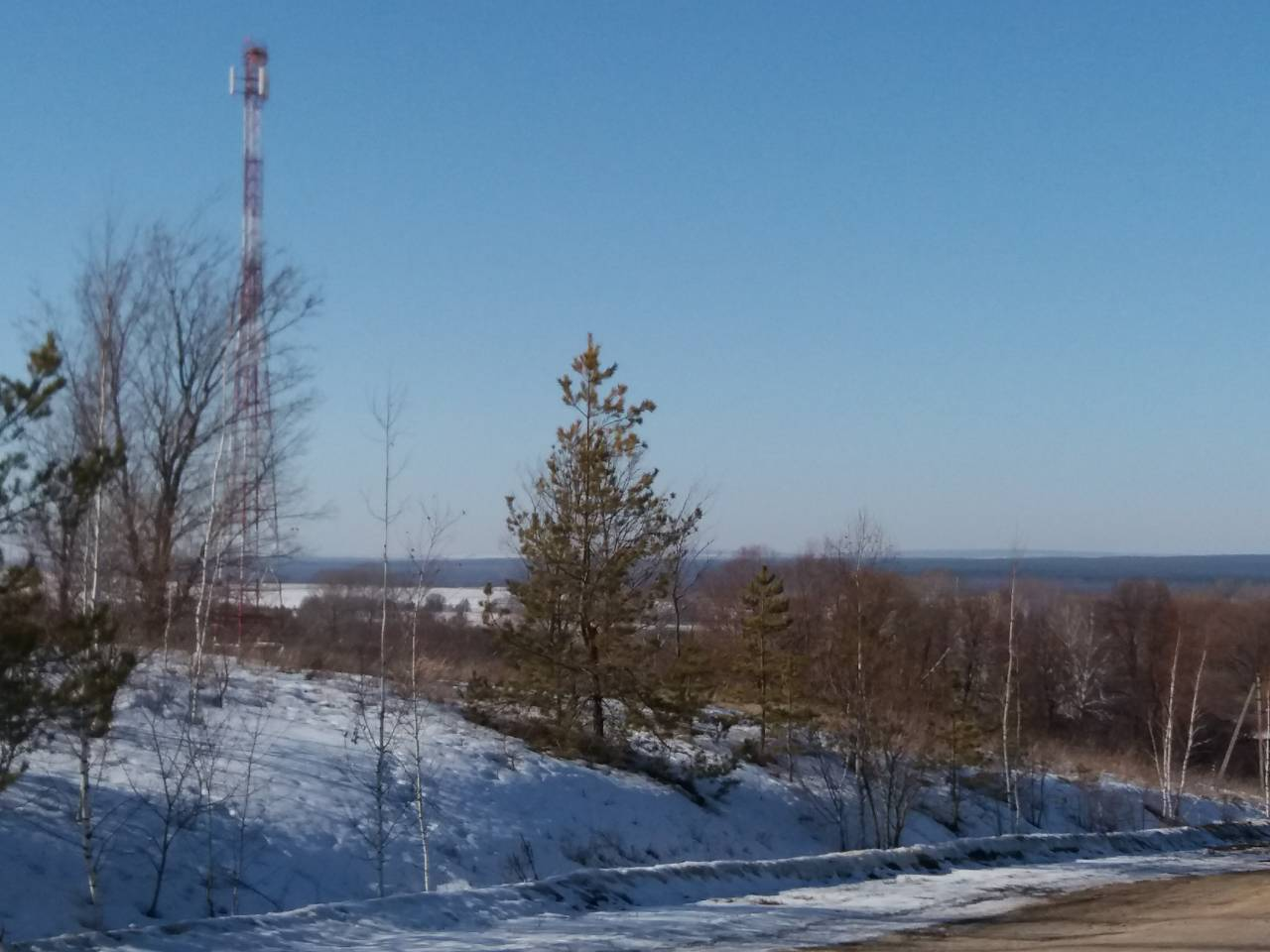
Мачта в Коржевке (Ульяновская область).
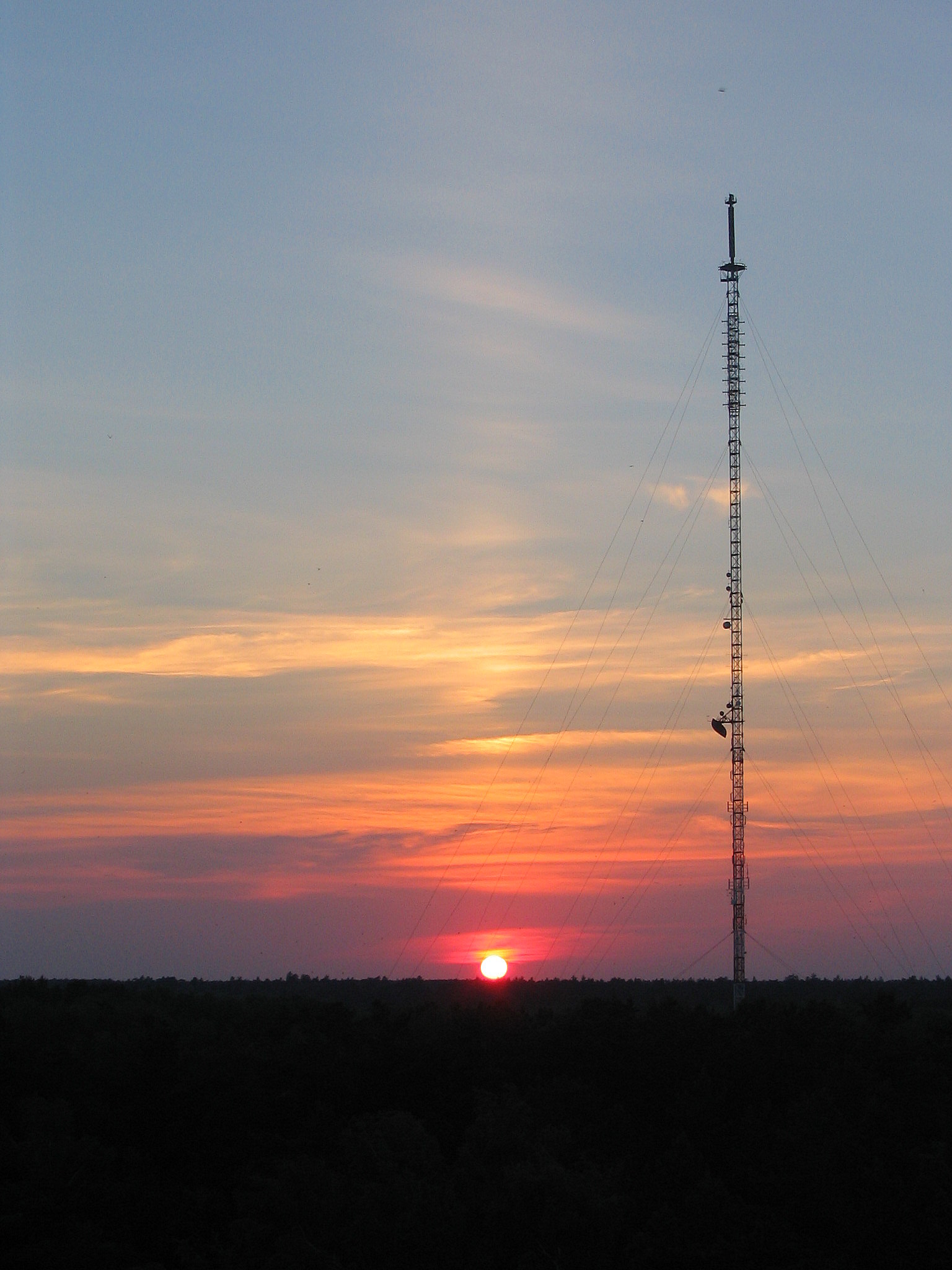
Димитровград, телебашня.

## Социальная ответственность
19 марта 2020 года заключен коллективный договор РТРС на 2020—2023 годы. В новом коллективном договоре РТРС сохранены действующие социальные льготы и гарантии для работников, в том числе более 30 социальных льгот сверх предусмотренных Трудовым кодексом Российской Федерации.

## Награды
Ведущий инженер средств радио и телевидения производственной лаборатории филиала Алексей Кладов награждён медалью ордена «За заслуги перед Отечеством» II степени (Указ Президента Российской Федерации от 03.08.2020 № 493).